# Sálvame María
Sálvame María fue una telenovela argentina transmitida entre agosto y diciembre de 2005 por Canal 9 de Buenos Aires. Se transmitió a lo largo de 88 capítulos y fue protagonizada por Andrea del Boca y Juan Palomino. Coprotagonizada por Adriana Salonia, Ramiro Blas, Julieta Novarro, Francisco Nápoli y la hoy cantante Natalie Pérez. Antagonizada por Gustavo Guillén y el primer actor Jorge Mayorano. También contó con las actuaciones especiales de Alejandro Fiore y los primeros actores Nora Cárpena, Mercedes Carreras y Villanueva Cosse. Y la participación de Jorge D'Elía como actor invitado. Fue filmada entre la Ciudad Autónoma de Buenos Aires, la ciudad de San Luis y Potrero de los Funes, que es un pueblo dentro del distrito de la capital provincial puntana, hoy elegido entre los 10 destinos turísticos de la República. Otros actores locales fueron Víctor Franzi, Marcelo Gustavo Parisí y Jorge Flores. Franzi y Jorge Flores son reconocidos actores de teatro y actuaron en diversas películas de San Luis Cine. Marcelo Gustavo Parisí dio sus primeros pasos como actor, siendo, entre otras, profesor, guionista de cine, tesista y sumando la publicación de una veintena de libros y guiones de largometraje. El rodaje fue producido por Red Lojo Entertainment y San Luis Cine. Su género es romance.

## Argumento
La trama cuenta la historia de María (Andrea del Boca), una mujer que sueña con tener hijos pero no consigue hacerlo. Por este motivo, su esposo, Octavio (Gustavo Guillén), y ella deciden hacerse un estudio de fertilidad con un médico amigo de la familia, el Dr. Mendoza (Francisco Napoli).
El médico diagnostica que Octavio posee una esterilidad incurable, mientras que María sí puede tener hijos. Ante esta situación, Octavio soborna al doctor para que le diga a María que ella es la que tiene problemas de fertilidad. 
A partir de entonces, comienza un calvario para María: la pareja discute con frecuencia y él termina golpeándola, por lo que ella abandona a Octavio y se va a Potrero de los Funes, en la provincia de San Luis, a la casa de sus tías, Laureana (Nora Carpena) y Dorita (Mercedes Carreras) y de su primo, Manuel (Ramiro Blas).
En este viaje María descubre su pasado y conoce a Tomás (Juan Palomino), el amor de su vida.

## Reparto
Música:
- Jorge Rojas: Locura.
- Director: Nicolas del Boca, Diego Suárez.
- Guion: Claudio Lanceli.

Casting:
- Andrea del Boca: María.
- Juan Palomino: Tomás.
- Nora Carpena: Laureana.
- Jorge D'Elia: Padre Germán Larreta.
- Alejandro Fiore: Rafael
- Mercedes Carreras: Dorita
- Villanueva Cosse: Int. Ferrari
- Adriana Salonia: Sandra
- Ramiro Blas: Manuel
- Julieta Novarro: Virginia
- Francisco Napoli: Ernesto
- Raquel Casal: Natividad
- Javier Heit: Lautaro
- Ariel Canales: Joaquín
- Germán Barceló: Aníbal
- Luciana Ulrich: Pilar
- Natalie Pérez: Natalia
- Jorge Quiroga: Medina
- Marta Rodríguez: Purificación
- Jorge Mayorano: Arturo
- Gustavo Guillén: Octavio
- Liliana Custo: Esmeralda
- Daniel Kuzniecka: Daniel
- Noah Beltrán: Niño huérfano